# Przełęcz Glandon
Przełęcz Glandon (fr. Col du Glandon, 1924 m n.p.m.) – wysokogórska przełęcz we francuskich Alpach Delfinackich, łącząca Le Bourg-d’Oisans z La Chambre. Jest usytuowana między pasmami Belledonne, Grandes Rousses i Arvan-Villards, na zachód od Col de la Croix de Fer. Droga (D 927) przez Col du Glandon została otwarta w roku 1898, nie była jednak połączona z Col de la Croix de Fer do roku 1912.
Przełęcz otwarta jest od czerwca do października.
Trasa Tour de France przebiegała przez przełęcz 13 razy (pierwszy raz w 1952 roku).

## Galeria

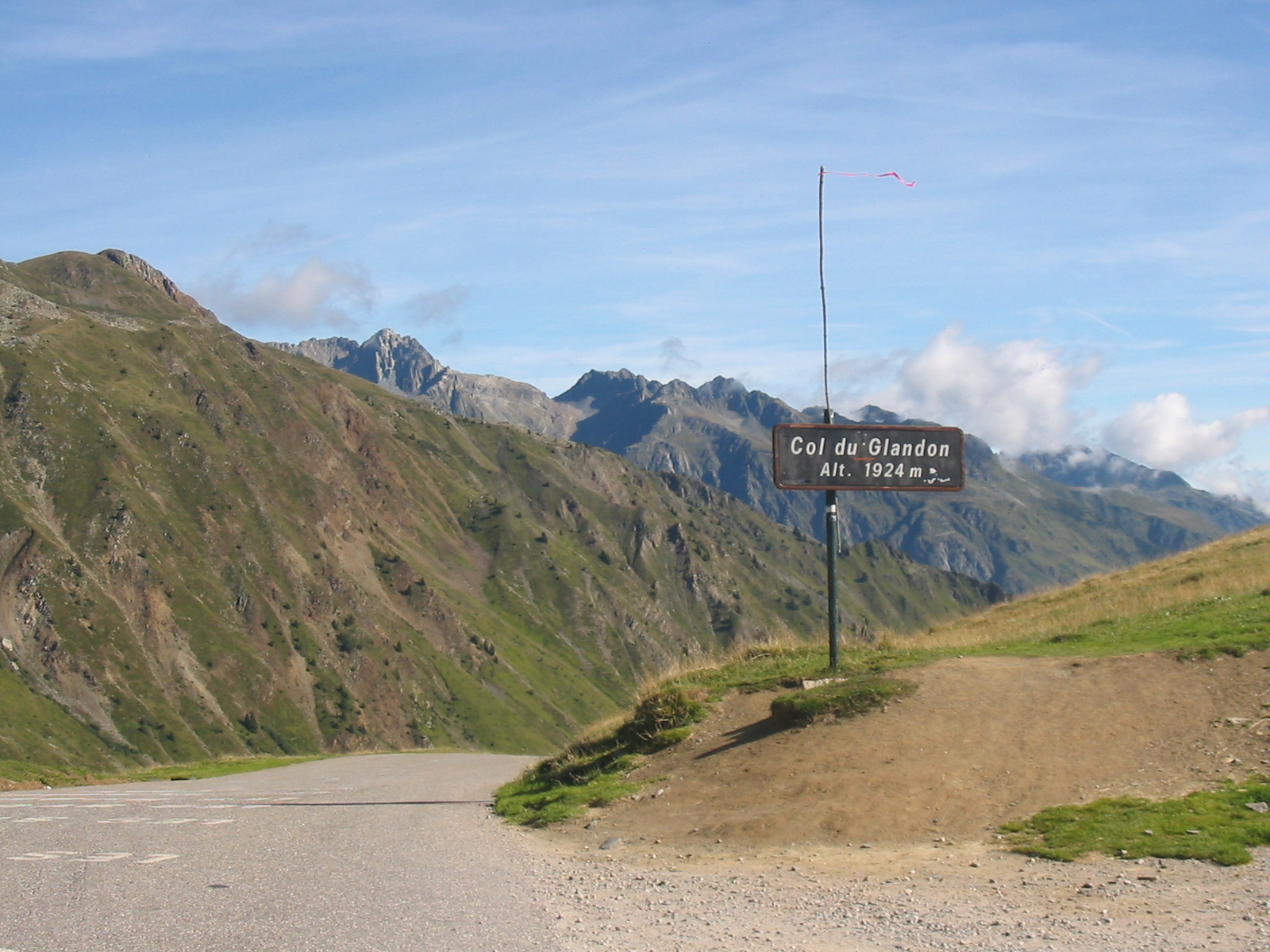
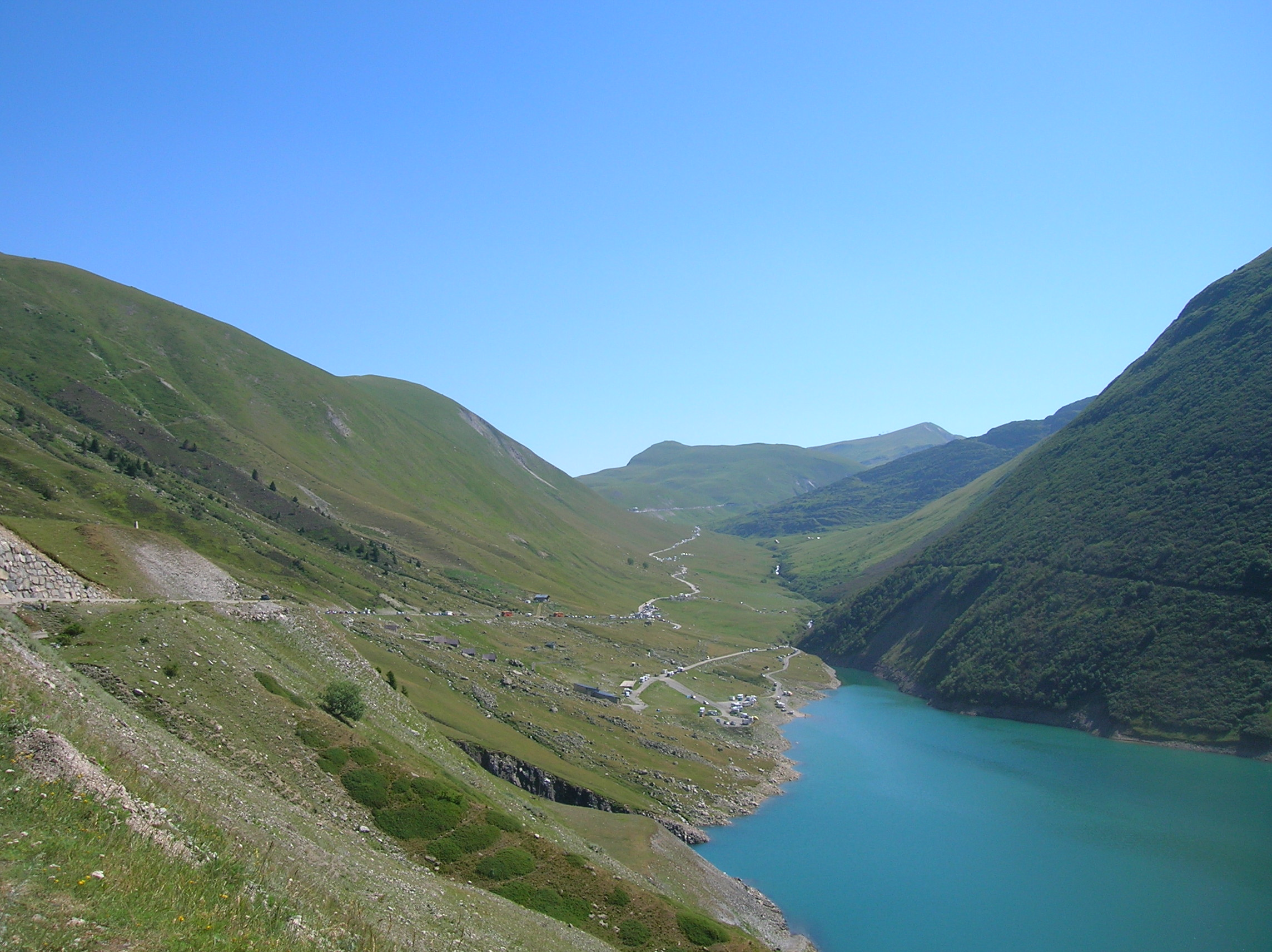